# لواء الانتقام التركي
لواء الانتقام التركي (بالتركية: Türk İntikam Tugayı) أيضًا يدعى لواء الثأر التركي. هي منظمة مسلحة متطرفة قومية تركية استخدمت العنف ضد جميع من اعتبرتهم يهينون تركيا. خلال فترة العنف السياسي في تركيا في السبعينات اكتسبت هذه الجماعة سمعة سيئة في المعارك السياسية ويعتقد انها مسؤولة عن قتل ما يزيد عن 1,000 شخص. بعد الانقلاب التركي عام 1980 اعتقل معظم أعضائها ولكن أفرج عنهم في وقت لاحق حيث ساعدت الاستخبارات العسكرية التركية في عمليات ضد المسلحين الاكراد.